# Credlin Reefs
Credlin Reefs är ett rev på Stora barriärrevet i Australien.   Det ligger cirka 100 km nordost om Mackay i delstaten Queensland.